# Лонренз Парк (Њујорк)
Лонренз Парк (енгл. Lorenz Park) насељено је место без административног статуса у америчкој савезној држави Њујорк.

## Демографија
По попису из 2010. године број становника је 2.053, што је 72 (3,6%) становника више него 2000. године.
| Група             | 2000.         | 2010.         |
| Белци             | 1.767 (89,2%) | 1.640 (79,9%) |
| Афроамериканци    | 93 (4,7%)     | 199 (9,7%)    |
| Азијати           | 15 (0,8%)     | 54 (2,6%)     |
| Хиспаноамериканци | 82 (4,1%)     | 106 (5,2%)    |
| Укупно            | 1.981         | 2.053         |